# 花畑駅

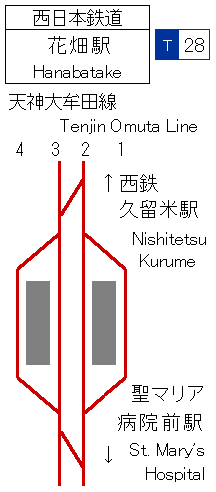
配線図

花畑駅（はなばたけえき）は、福岡県久留米市花畑一丁目にある西日本鉄道（西鉄）天神大牟田線の駅。駅番号はT28。全列車停車駅であり、福岡（天神）方面からの多くの急行列車がここで折り返す。乗務所所在駅の一つ。

## 歴史

### 年表

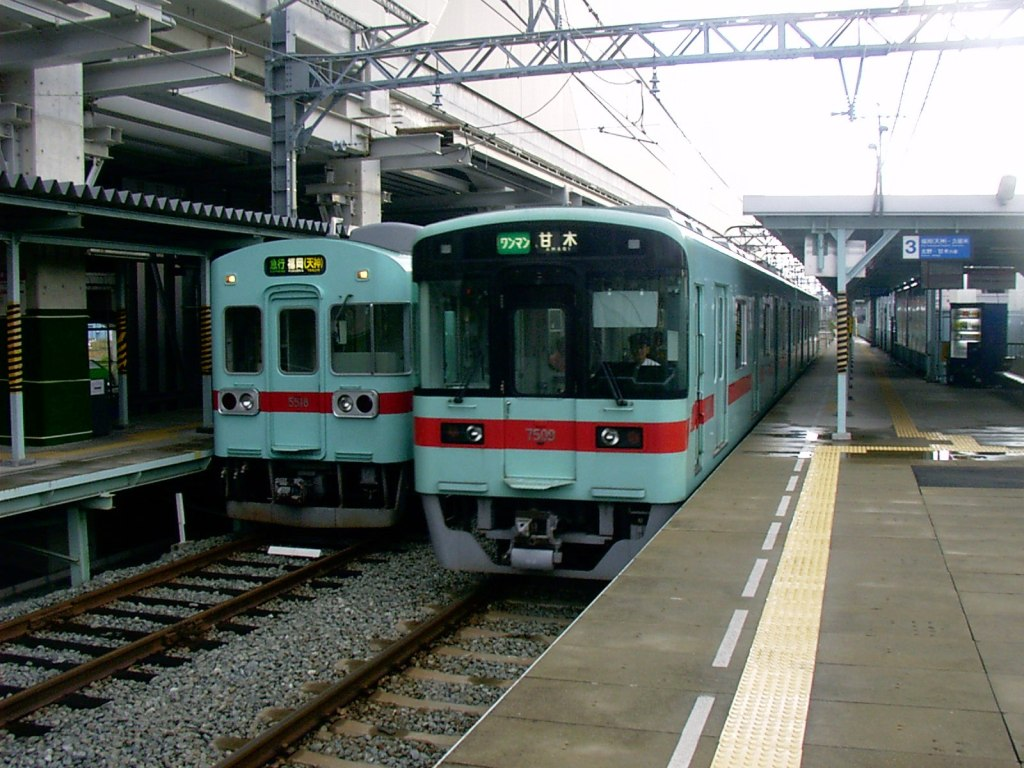
高架化工事による仮線・仮ホームで営業中の頃（2004年10月）

- 1913年（大正2年）7月18日：三井電気軌道の日吉町 - 福島間開通と同時に花畑停留所が開業[1]。
- 1924年（大正13年）6月30日：三井電気軌道が九州鉄道に合併し[2]、九州鉄道三井線の停留所となる。
- 1933年（昭和8年）10月26日：九州鉄道大牟田線の九鉄久留米 - 試験場前間に新設開業[3]。
- 1942年（昭和17年）9月：九州鉄道が九州電気軌道と合併して西日本鉄道に改称。同社の駅および停留所となる。
- 1948年（昭和23年）11月11日：三井線のうち、日吉町 - 福島間が福島線と改称され、同線の停留場となる。
- 1951年（昭和26年）11月20日：大牟田線西鉄久留米 - 試験場前間複線化[4]。
- 1958年（昭和33年）11月27日：福島線廃止。
- 1967年（昭和42年）4月20日：西鉄久留米駅高架工事に伴い、西鉄久留米駅から緩急接続機能、甘木線電車の留置線を移転、上下副本線が新設（2面4線化）されるとともに、駅西側に3本の留置線を設置。
- 1969年（昭和44年）3月1日：西鉄久留米駅高架化完成により、従来行ってきた特急と普通の緩急結合を廃止。
- 1971年（昭和46年）：駅舎改築。
- 1993年（平成5年）：駅舎改築。
- 1998年（平成10年）9月5日：花畑駅付近連続立体交差事業（事業主:福岡県）の起工式[5]。
- 2004年（平成16年）10月17日：西鉄久留米駅 - 試験場前駅間（2.07 km）高架化完成[6]。駅を新築・高架化[7]。全列車の停車駅となる。
- 2005年（平成17年）：駅付近連続立体交差事業完了。
- 2008年（平成20年）5月18日：ICカードnimoca供用開始。
- 2010年（平成22年）11月27日：周辺区域の住所表記が変わり、住所が「久留米市西町1417」から「久留米市花畑一丁目23-2」に変更。
- 2017年（平成29年）2月1日：駅ナンバリングを導入[8]。
- 2024年（令和6年）9月10日[要出典]：クレジットカードなどのタッチ決済実証実験を開始[9]。

## 駅構造
島式ホーム2面4線を持つ高架駅。2階部分にコンコースと改札口、3階部分にホームがある。ホーム有効長は8両。
当駅で折り返す列車の転線方法は折々のダイヤグラム見直しにより随時変わっている。基本的には、いったん大牟田方下り本線に引き上げた後、渡り線を通って上り線に入る方法をとるが、南隣の聖マリア病院前駅（旧試験場前駅）から単線区間に入る事情もあり、ダイヤ上、下りホームが埋まる場合は福岡方の渡り線を使って直接上り線に入ることもある。
| ホーム | 路線          | 方向 | 行先                     | 備考 |
| ------ | ------------- | ---- | ------------------------ | ---- |
| 1・2   | ■天神大牟田線 | 下り | 柳川・大牟田方面         |      |
| 3・4   | ■天神大牟田線 | 上り | 久留米・福岡（天神）方面 |      |

付記事項
- 日中の当駅止まりの急行は大牟田方面へ向かう下り普通に接続している。
- 高架工事着工前は2面4線に甘木線の車両の留置線3線を加えた配置であったが、高架工事に伴い留置線は大善寺駅に移設され、仮駅移行時には2面3線となった。
- 駅名にちなみ、ホーム上には鉢植えが設置され、駅名標には造花のブーケが詰められており、「ガーベラ」、「久留米つつじ」、「コスモス」といった久留米を代表する花が使われている[10]。

## 商業施設
延べ床面積 7,084.65 m2（商業施設部分；駐車場スペース含む） 　　
1階　≪ライフゾーン≫
- 食彩館にしてつストア 花畑店
- 100円ショップmeets. にしてつストア 花畑店
- 大賀薬局 花畑店
- ホームドライ 西鉄花畑店
- ぱんdeカフェ木村屋

2階　≪クリニックゾーン≫
- 久留米総合美容外科 美容外科
- 佐々歯科口腔外科 歯科・口腔外科
- 稲田内科クリニック

## 利用状況
2022年度の1日平均乗降人員は7,585人であり、西鉄の駅としては第19位である。各年度の1日平均乗車および乗降人員は下表のとおり。
| 年度   | 1日平均 乗車人員 | 1日平均 乗降人員 |
| ------ | ---------------- | ---------------- |
| 2007年 | 2,975            | 5,901            |
| 2008年 | 3,265            | 6,489            |
| 2009年 | 3,337            | 6,630            |
| 2010年 | 3,501            | 6,971            |
| 2011年 | 3,607            | 7,178            |
| 2012年 |                  | 7,250            |
| 2013年 | 3,742            | 7,488            |
| 2014年 | 3,685            | 7,344            |
| 2015年 | 3,803            | 7,598            |
| 2016年 | 3,808            | 7,594            |
| 2017年 | 3,833            | 7,642            |
| 2018年 | 3,896            | 7,756            |
| 2019年 | 3,907            | 7,791            |
| 2020年 |                  | 6,282            |
| 2021年 |                  | 6,902            |
| 2022年 |                  | 7,370            |
| 2022年 |                  | 7,585            |

## 駅周辺
駅周辺は駅の高架化に伴って再開発された住宅地となっている。また、西口・東口にロータリーがあり、東口ロータリーにはバス停留所が併設されている。　
- 福岡銀行花畑支店
- 筑後信用金庫花畑支店
- 久留米花畑郵便局
- 佐賀共栄銀行
- NTT西日本久留米梅満ビル
- 内藤病院
- 堀川病院
- えーるピア久留米（久留米市消費生活センター・男女平等推進センター・生涯学習センター）
- 久留米市埋蔵文化財センター
- 東本願寺大谷会館
- 大谷幼稚園
- 晴明保育園

高架化以前には、当駅 - 聖マリア病院前駅間の沿線に、鉄道・軌道車両の修理・改造・整備等を行う西鉄産業（設立時は西日本車両）久留米工場があり、当駅とは引込線で接続していた。

## バス
東側ロータリー内および県道753号上に「花畑」バス停が設置されており、西鉄バス久留米が以下の路線を運行している。
ロータリー内
- 6番: 西鉄久留米行き / 津福今町行き（附属校前経由）
- 32番: 西鉄久留米行き・JR久留米駅行き / 八女営業所行き（南町経由）
- 55番: JR久留米駅行き / 羽犬塚駅前行き（荒木駅前経由）

県道上
- 30番: 西鉄久留米行き・JR久留米駅行き（朝のみ運行）
- 快速3番: 大学病院行き（朝のみ運行）

西鉄の公式ウェブサイト上では、ロータリー内バス停を「花畑（西町）」、県道上のバス停を「花畑（福島）」と案内している。

## 備考
- 当駅から西鉄久留米駅とは約900 m、聖マリア病院前駅とは約600 m ほどしか離れておらず、どちらも当駅から駅舎を確認できる。ただし、聖マリア病院前駅との間には大きなカーブがあるため、駅構内までは見えない。
- 長らく花畑～聖マリア病院前間が天神大牟田線で最も駅間距離が短い区間であったが、桜並木駅の開業により雑餉隈～桜並木の500mが最短となった。

## 隣の駅
西日本鉄道
■天神大牟田線
■特急・■急行
西鉄久留米駅（T27） - 花畑駅（T28） - 大善寺駅（T32）
■急行（花畑以南で各駅停車になる列車のみ）・■普通
西鉄久留米駅（T27）  - 花畑駅（T28） - 聖マリア病院前駅（T29）